# Phylloscopus ruficapilla
El mosquitero gorgigualdo (Phylloscopus ruficapilla) es una especie de ave paseriforme de la familia Phylloscopidae propia del sureste de África.

## Distribución y hábitat
Se extiende por el este de África, desde Kenia llegando hasta el cabo de Buena Esperanza, en Sudáfrica. Su hábitat natural son los bosques tropicales y subtropicales secos.